# Filip John
Filip John (* 1. August 2001 in Trutnov, Tschechien) ist ein deutscher Volleyball- und Beachvolleyballspieler mit tschechischen Wurzeln.

## Karriere Halle
John kam als Zweijähriger nach Deutschland. Sein älterer Bruder Dan John ist ebenfalls Volleyballspieler. Filip John begann seine Karriere beim FC Schüttorf 09. Mit der zweiten Mannschaft des Vereins spielte er zuletzt in der Regionalliga. 2017/18 wechselte der Diagonalangreifer zum VC Olympia Berlin, wo er zunächst ebenfalls in der Regional aktiv war. Mit der deutschen Junioren-Nationalmannschaft gewann er 2018 in seiner tschechischen Heimat mit einem Finalsieg gegen die Gastgeber die U18-Europameisterschaft. In der Saison 2019/20 spielte John mit dem VC Olympia in der Zweiten Liga Nord. In der Saison 2020/21 trat er mit der Nachwuchsmannschaft in der ersten Liga an. Die Playoffs 2021 spielte er dann mit den Netzhoppers Königs Wusterhausen, die im Viertelfinale den Berlin Recycling Volleys unterlagen.
Anschließend wechselte John zum Ligakonkurrenten SWD Powervolleys Düren. Der DVV-Pokal 2021/22 endete für ihn mit Düren im Viertelfinale. Im Playoff-Halbfinale schied die Mannschaft ebenfalls gegen den VfB Friedrichshafen aus und wurde damit wieder Dritter. In der Saison 2022/23 spielte John mit den SWD Powervolleys in der Gruppenphase der Champions League. Im DVV-Pokal 2022/23 erreichte er mit seiner Mannschaft das Finale, das in Mannheim gegen die Berlin Recycling Volleys verloren ging. Die Bundesliga-Saison endete für Düren im Playoff-Halbfinale ebenfalls gegen Berlin. Danach hatte der Diagonalangreifer seine ersten Einsätze in der A-Nationalmannschaft und wechselte zum Ligakonkurrenten WWK Volleys Herrsching. Mit den Herrschingern erreichte er in der Saison 2023/24 ebenfalls das DVV-Pokalfinale, das gegen Berlin verloren ging. Die Bundesliga-Saison endete im Playoff-Viertelfinale. John spielte auch in der Saison 2024/25 für Herrsching.

## Karriere Beach
John spielte von 2015 bis 2017 Beachvolleyball mit verschiedenen Partnern auf diversen Jugendmeisterschaften. 2017 nahm er mit Rudy Schneider erstmals an der Smart Beach Tour teil, unterlag jedoch in der Qualifikation. Mit Lukas Pfretzschner kam er in Sankt Peter-Ording erstmals ins Hauptfeld. 2018 unterlag das Duo in Nürnberg wieder in der Qualifikation. Im gleichen Jahr wurden John/Pfretzschner in Nanjing U19-Vizeweltmeister. Bei den Olympischen Jugendspielen 2018 in Buenos Aires erreichten sie den fünften Rang. Auf der Techniker Beach Tour 2019 spielte John mit wechselnden Partnern. Mit Simon Pfretzschner wurde er Neunter in Münster, mit Lennart Kroha in Düsseldorf und mit Schneider in Nürnberg kam er jeweils auf den 13. Platz. John/Schneider erreichten außerdem den neunten Rang bei der U21-Weltmeisterschaft in Udon Thani.